# Società Polisportiva Monselice 1982-1983
Questa pagina raccoglie le informazioni riguardanti la Società Polisportiva Monselice nelle competizioni ufficiali della stagione 1982-1983.

## Stagione
Nella stagione di Serie C2 1982-1983 la Polisportiva Monselice dopo 5 stagione consecutive in Serie C2, retrocede piazzandosi al terzultimo posto in classifica, dopo aver collezionato 10 vittorie, 8 pareggi, 16 sconfitte, 28 gol fatti e 41 subiti. Nella Coppa Italia Serie C, viene eliminato nella fase a gironi, piazzandosi all'ultimo posto in classifica. È da registrarsi il ritorno dell'allenatore Edoardo Reja, alla guida della società già nella stagione 1980-1981.

## Divise e sponsor
La divisa del Monselice era composta da una maglia rossa, calzoncini bianchi, calzettoni bianco-rossi.
| 1º | 2º |

## Organigramma societario
Area direttiva
- Presidente: Vittorio Brunello
- Pubbliche relazioni: Feliciano Fabris
- Segretario: Antonio Beggiato

Area tecnica
- Allenatore: Edoardo Reja

## Rosa
| N. |                   | Ruolo | Calciatore         |
| -- | ----------------- | ----- | ------------------ |
|    | Italia (bandiera) | C     | Alfredo Bernardini |
|    | Italia (bandiera) |       | Bottaro            |
|    | Italia (bandiera) | C     | Oddone Carraro     |
|    | Italia (bandiera) | C     | Flavio Dione       |
|    | Italia (bandiera) | P     | Nico Facciolo      |
|    | Italia (bandiera) | C     | Stefano Fiori      |
|    | Italia (bandiera) | C     | Stefano Furlan     |
|    | Italia (bandiera) | C     | Claudio Gambini    |
|    | Italia (bandiera) | C     | Massimo Leonetti   |
|    | Italia (bandiera) | D     | Andrea Marni       |

| N. |                   | Ruolo | Calciatore        |
| -- | ----------------- | ----- | ----------------- |
|    | Italia (bandiera) | C     | Daniele Marola    |
|    | Italia (bandiera) | P     | Luigino Mattarolo |
|    | Italia (bandiera) | D     | Luigi Pastò       |
|    | Italia (bandiera) | C     | Michele Rogliani  |
|    | Italia (bandiera) | A     | Massimo Toffano   |
|    | Italia (bandiera) | D     | Maurizio Tubaldo  |
|    | Italia (bandiera) | C     | Emilio Vendramin  |
|    | Italia (bandiera) | D     | Mauro Zanetti     |
|    | Italia (bandiera) | A     | Giovanni Ziviani  |

## Risultati

### Coppa Italia Serie C

#### Fase a gironi - Girone F
| Squadra         | P.ti | G | V | N | P | GF | GS | DR  |
| --------------- | ---- | - | - | - | - | -- | -- | --- |
| 1. Treviso      | 10   | 6 | 4 | 2 | 0 | 10 | 4  | + 6 |
| 2. Conegliano   | 6    | 6 | 1 | 4 | 1 | 3  | 3  | = 0 |
| 3. Montebelluna | 4    | 6 | 0 | 4 | 2 | 5  | 7  | - 2 |
| 4. Monselice    | 4    | 6 | 1 | 2 | 3 | 4  | 8  | - 4 |

| Squadra #1   | Squadra #2   | Andata | Ritorno |
| ------------ | ------------ | ------ | ------- |
| Conegliano   | Monselice    | 1 - 0  | 0 - 0   |
| Montebelluna | Treviso      | 1 - 1  | 1 - 2   |
| Conegliano   | Treviso      | 0 - 1  | 0 - 0   |
| Monselice    | Montebelluna | 2 - 1  | 0 - 0   |
| Montebelluna | Conegliano   | 1 - 1  | 1 - 1   |
| Treviso      | Monselice    | 2 - 1  | 4 - 1   |

## Statistiche

### Presenze
- Giovanni Ziviani (28)
- Michele Rogliani (26)
- Stefano Furlan (22)
- Claudio Gambini (19)

### Reti
- Giovanni Ziviani (9)
- Stefano Furlan (2)
- Michele Rogliani (2)

## Fonti
- Calciatori Panini 1982-1983